# Альберт (герцог Шлезвиг-Гольштейна)
Альберт Иоганн Карл Фридрих Альфред Георг Шлезвиг-Гольштейнский (26 февраля 1869, Фрогмор-хаус, Беркшир — 27 апреля 1931, Берлин) — внук королевы Виктории. Второй сын третьей дочери Виктории, Елены, и принца Кристиана Шлезвиг-Гольштейнского. Принц Шлезвиг-Гольштейнский, глава Ольденбургского дома и Августенбургского дома с 1921 года до своей смерти.

## Жизнь
Принц Альберт вырос в Камберленд-лодж в Виндзорском парке. В семье его называли «Эбби». Он был крещён в частной часовне в Виндзорском замке 31 марта 1869 года. Его крестными родителями были вдовствующая королева Дании (представленная королевой Викторией), принцесса Уэльская (представленная принцессой Луизой), принцесса Алиса Гессенская и Рейнская (представленная герцогиней Роксбургской), герцог Эдинбургский (представленный принцем Артуром), герцог Шлезвиг-Гольштейнский (представленный принцем Леопольдом), король Саксонии (представленный бароном фон Фабрисом) и герцог Кембриджский.
Как и его старшего брата, принца Кристиана Виктора, его отправили в подготовительную школу Ламбрук в Беркшире. Альберт был предназначен для военной карьеры; пока Кристиан Виктор служил в британской армии, Альберт служил в прусской армии. Он был назначен лейтенантом в 1-ю гессенскую драгунскую гвардию; в конечном итоге он дослужился до звания подполковника 3-й уланской гвардии. Во время Первой мировой войны германский император освободил его от необходимости участвовать в военных действиях против англичан; он провёл всю войну в Берлине в штате губернатора города.
В 1921 году принц унаследовал титул главы дома Шлезвиг-Гольштейн-Сондербург-Августенбург от бездетного двоюродного брата, герцога Эрнста Гюнтера Шлезвиг-Гольштейнского. Поскольку у Альберта не было законных детей, ему наследовал дальний родственник Фридрих Фердинанд, герцог Глюксбургский, который также был мужем дочери дяди Альберта, Фридриха VIII.

## Потомство
Принц Альберт никогда не был женат. Согласно одному свидетельству, его называли «самым большим женоненавистником на земле. Его любимым предметом разговора была критика представительниц прекрасного пола». Одно время он был обручён с графиней Ортрудой цу Изенберг и Будинген, но затем от этого проекта брака отказались.
3 апреля 1900 года в Липтовски-Микулаше у него родилась незаконная дочь Валерия Мария, которая почти сразу после рождения была удочерена евреями Анной Розенталь и её мужем Рубином Швальбом. 15 апреля 1931 года, незадолго до своей смерти, Альберт написал ей письмо, признав своё отцовство. После этого, 12 мая, она сменила свою фамилию со Швальб на цу Шлезвиг-Гольштейн.
Имя матери Валерии Марии никогда не было официально обнародовано. Ею была баронесса Берта Мария Верниц, которая умерла через десять дней после рождения дочери.
28 июня 1925 года в Вене Валерия Мария (до признания Альбертом отцовства) вышла замуж за адвоката Эрнста Иоганна Вагнера; она развелась с ним 14 февраля 1938 года. Брак был бездетным, официально аннулирован в Зальцбурге 4 октября 1940 года. Когда Валерия Мария захотела снова выйти замуж, было важно официально подтвердить её происхождение, поскольку Нюрнбергские законы запретили браки между евреями и арийцами. Отцовство было подтверждено с помощью её тёток Елены Виктории и Марии Луизы; 26 июля 1938 года они подписали заявление, официально подтверждающее её происхождение.
15 июня 1939 года в Шарлоттенбурге был зарегистрирован гражданский брак между Валерией Марией и принцем Энгельбертом-Карлом, 10-м герцогом Аренбергским; после аннулирования её первого брака в Мюнстере 9 октября 1940 года состоялось венчание. Брак также был бездетным. Валерия Мария умерла в Мон-Бароне в Ницце 14 апреля 1953 года, по всей видимости в результате самоубийства.